# Caleta Valdés
Caleta Valdés är en lagun i Argentina.   Den ligger i provinsen Chubut, i den södra delen av landet, 1 000 km sydväst om huvudstaden Buenos Aires. Caleta Valdés ligger 1 meter över havet.